# Colmurano
Colmurano est une commune italienne d'environ 1 300 habitants située dans la province de Macerata dans la région des Marches en Italie centrale.

## Administration
| Période                                  | Période | Identité | Étiquette | Qualité |
| ---------------------------------------- | ------- | -------- | --------- | ------- |
|                                          |         |          |           |         |
| Les données manquantes sont à compléter. |         |          |           |         |

### Communes limitrophes
Loro Piceno, Ripe San Ginesio, San Ginesio, Tolentino, Urbisaglia